# Râul Bistra, Arieș
Râul Bistra este un curs de apă afluent al Arieșului. 

## Hărți
- Harta Munții Apuseni
- Harta Județul Alba